# Delalandes coua
Delalandes coua (Coua delalandei) is een uitgestorven vogel uit de familie Cuculidae (koekoeken). De vogel is genoemd naar de Franse natuuronderzoeker Pierre Antoine Delalande.

## Verspreiding en leefgebied
Deze soort was endemisch op Île Sainte-Marie, een eiland voor de oostkust van Madagaskar. De laatste waarneming was in 1834.

## Externe link

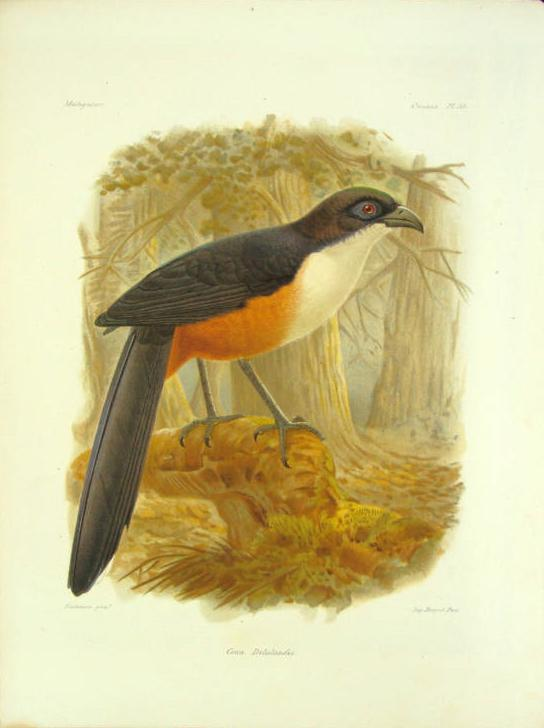